# Броненосці типу «Заксен»
«Заксен»  — тип із чотирьох броненосців (броньованих корветів), побудованих Німецьким імперським флотом наприкінці 1870-х — на початку 1880-х років. Кораблі — «Заксен», «Баерн», «Вюртенберг» і «Баден» — були розроблені для роботи як частина інтегрованої мережі берегової оборони. Кораблі призначалися для рейдів з укріплених баз для прориву ворожої блокади або нейтралізації спроби висадки. Озброєні шістьма 260 мм гармат, вони також  призначались для боротьби з броненосцями противника.

## Конструкція
Конструктори використали загальну конструкцію британських брустверних моніторів, але замість важких башт як на тих кораблях, розмістили артилерію у легших відкритих  барбетних установках. 
Це були перші основні кораблі німецького флоту з двома гвинтами та без вітрил.

## Історія служби
Після введення в експлуатацію в 1878–1883 роках ці чотири кораблі брали участь у численних тренуваннях і походах у 1880-х і 1890-х роках. Вони також супроводжували кайзера Вільгельма II під час державних візитів до Великої Британії та різних міст на узбережжі Балтійського моря наприкінці 1880-х і на початку 1890-х років.
Наприкінці 1890-х чотири кораблі були значно перебудовані. Допоміжні батареї броненосців були модернізовані, і вони отримали оновлені силові установки. З 1902 по 1910 рік кораблі не залучалися до активної служби і використовувалися у допоміжних ролях. «Заксен» і  «Баерн» стали плавучими мішеннями, для кораблів у той час як «Вюртенберг» став навчальним кораблем для торпедистів. Три кораблі були розібрані на металобрухт у 1919–1920 роках.«Баден» з 1910 по 1920 рік використовувався як судно постановки сітей, а потім став плавучою мішенню. Попри це він зберігся до 1938 року, коли був проданий на металобрухт.